# Progeny - Il figlio degli alieni
Progeny - Il figlio degli alieni (Progeny) è un film del 1998 diretto da Brian Yuzna.
L'attore Arnold Vosloo fa una delle sue comparse prima dei film La mummia e La mummia - Il ritorno che lo hanno reso famoso. Le enormi ristrettezze economiche hanno nuociuto non poco al film.

## Trama
Sherry non riesce ad avere figli e suo marito Craig si convince di essere sterile. Un giorno però la ragazza scopre di essere rimasta incinta, ma qui cominciano i primi problemi. Dalle ecografie il feto sembra deforme e Sherry viene tormentata da un terribile presentimento: ricorda di aver avuto un terrificante incubo in cui veniva fecondata da alcuni strani esseri alieni.